# Jean Amado
Jean Amado (Aix-en-Provence, 27 januari 1927 – aldaar, 16 oktober 1995) was een Franse beeldhouwer.

## Leven en werk
Amado was vanaf 1947 werkzaam als keramist. Hij vertrok in 1950 naar Marseille en werkte eveneens in Algiers. In 1957 schakelde hij over op het materiaal (gekleurd) beton en zijn monumentale werken uit die periode zijn te vinden in het departement Bouches-du-Rhône, in Lyon en Saint-Étienne.
In 1968 maakte hij kennis met Jean Dubuffet, die hem introduceerde bij de Parijse galeriste Jeanne Bûcher. Hij kreeg zijn eerste expositie in hetzelfde jaar en verkocht het werk La tatoue démolle aan de Franse staat. In 1971 exposeerde hij in het Parc Floral de Vincennes en zijn sculptuur Grand Navire werd aangekocht. Zijn internationale doorbraak kwam met de tentoonstellingen in Aalborg (1978), Darmstadt (1979) en in het Kröller-Müller Museum in Otterlo (1980).
De kunstenaar woonde tot zijn dood in 1995 in Aix-en-Provence. Galerie Alain Paire organiseerde in 2008 de overzichtstentoonstelling "Parcours d'art Jean Amado" in Aix-en-Provence.

## Enkele werken
- La tatoue démolle (1968)
- Grand Navire (1971), Bois de Vincennes in Parijs
- De la mer, le passage ... (1979), Beeldenpark van het Kröller-Müller Museum in Otterlo
- La Fontaine de la médiathèque intercommunale Ouest Provence, Médiathèque intercommunale Ouest Provence in Miramas
- La doute et la pierre (1984)
- La Muraille (1986) in Ivry-sur-Seine
- La Sérénissime (1986)[2], Musée Picasso (Antibes) in Antibes
- Monument à Rimbaud (1989), Parc balnéaire du Prado in Marseille
- La Fontaine des Cardeurs, Place des Cardeurs in Aix-en-Provence
- La Sarconaute
- Le Pousseur